# العرش (يهر)

تعديل مصدري - تعديل

العرش هي إحدى قرى عزلة يهر بمديرية يهر التابعة لمحافظة لحج، بلغ تعداد سكانها 192 نسمة حسب تعداد اليمن لعام 2004.